# Juillet 2011 en sport
Cette page concerne l'actualité sportive du mois de juillet 2011

## Faits marquants

### Dimanche3 juillet
- Tennis : Novak Djokovic remporte le Tournoi de Wimbledon en battant Rafael Nadal en quatre sets (6-4, 6-1, 1-6, 6-3). Il s'empare également de la place de numéro un mondial au classement ATP, ce qui constitue une première dans sa carrière[17].

### Mercredi6 juillet
- Jeux olympiques : la ville de Pyeongchang est choisie pour l'organisation des Jeux olympiques d'hiver de 2018. La ville sud-coréenne récolte 63 des 95 suffrages et est largement préférée aux deux autres candidatures européennes portées par Munich et Annecy[18].

### Samedi9 juillet
- Rugby à XV : les Queensland Reds remportent la première édition du Super 15 en battant en finale les Crusaders sur le score de 18 à 15. Will Genia offre la victoire a ses coéquipiers en marquant un essai sur un exploit individuel à dix minutes de la fin du match[19].
- Tennis : l'Argentine bat le Kazakhstan (5 - 0) en quart de finale de la Coupe Davis[20].

### Dimanche10 juillet
- Formule 1 : Fernando Alonso s'impose au Grand Prix de Grande-Bretagne, 9e manche du championnat 2011, devant les deux Red Bull-Renault de Sebastian Vettel et Mark Webber[21].
- Tennis : Quart de finale de la Coupe Davis
  - L'Espagne bat les États-Unis (3 - 1)[22].
  - La France bat l'Allemagne (4 - 1)[23].
  - La Serbie bat la Suède (4 - 1)[24].

### Mercredi13 juillet
- Rugby à XV : le Japon remporte pour la première fois de son histoire la Pacific Nations Cup grâce à une victoire bonifiée obtenue dans les dernières minutes de jeu contre les Fidji[25].

### Dimanche17 juillet
- Football : L'équipe du Japon de football féminin est sacrée championne du monde. Elle s'impose en finale, face à celle des États-Unis, aux tirs au but[26].
- Golf : le nord-irlandais Darren Clarke remporte l'Open britannique et son premier tournoi du Grand Chelem[27].
- Motocyclisme : les vainqueurs de l'édition 2011 du Grand Prix moto d'Allemagne sont l'espagnol Daniel Pedrosa en MotoGP[28], l'espagnol Marc Márquez en Moto2[29] et l'espagnol Héctor Faubel en 125 cm³. Arrivé dans le même temps que le français Johann Zarco, Faubel est déclaré vainqueur au bénéfice du meilleur tour en course[30].
- Volley-ball : l'équipe de Slovaquie remporte, à domicile, l'édition 2011 de la Ligue européenne de volley-ball masculin chez les hommes, alors que chez les femmes, l'équipe de Serbie s'impose[31].
- Rugby à XV : les Samoa battent les Australiens sur le score de 32 à 23 lors d'un test match disputé au Stadium Australia de Sydney, grâce notamment à quatre essais. C'est la première victoire de l'histoire des Samoans en cinq confrontations avec les Australiens[32].

### Vendredi22 juillet
- Rugby à XV : la Nouvelle-Zélande bat largement les Fidji lors d'un test match disputé à Dunedin pour récolter des fonds pour les victimes du tremblement de terre de Christchurch. Les All-Black marquent huit essais et en concèdent deux[33].

### Samedi23 juillet
- Rugby à XV : Début du Tri-nations 2011 préparatoire à la coupe du monde

### Dimanche24 juillet
- Basket-ball : L'Équipe d'Espagne remporte le championnat d'Europe masculin des moins de 20 ans. Les Italiens sont vice-champions et les Français terminent à la 3e place[34],[35].
- Cyclisme sur route : Cadel Evans est le vainqueur du Tour de France 2011. Les frères Schleck Andy et Fränk complètent le podium[36].
- Formule 1 : Lewis Hamilton s'impose au Grand Prix d'Allemagne, 10e manche du championnat 2011, devant la Ferrari de Fernando Alonso et la Red Bull-Renault de Mark Webber[37].
- Golf :
  - Sean O'Hair remporte l'open du Canada (276 (−4)), à l'issue d'un barrage contre Kris Blanks[38].
  - Alexander Norén remporte le SAS Masters (273 (−15))[39].
  - Ai Miyazato remporte l'Evian Masters (273 (−15))[40].
- Motocyclisme : Casey Stoner est le vainqueur du Grand Prix des États-Unis en MotoGP[41].
- Tennis :
  - Gilles Simon remporte le tournoi de Hambourg en battant Nicolás Almagro en trois sets (6-4, 4-6, 6-4). Ce succès lui fait gagner 7 places au classement ATP ; il est désormais 11e[42],[43].
  - Mardy Fish remporte le tournoi d'Atlanta, son premier titre en 2011, en battant John Isner en trois sets (3-6, 7-6 (6), 6-2)[44].

### Jeudi28 juillet
- Natation : Ryan Lochte s'impose dans la finale du 200 m 4 nages aux mondiaux de Shanghai, dans le temps de 1 min 54, nouvelle marque mondiale et premier record du monde de natation depuis janvier 2010 et l'interdiction du port des combinaisons en polyuréthane[45].

### Samedi30 juillet
- Rugby à XV : La Nouvelle-Zélande écrase les Springboks 40 à 7 à Wellington.